# Backhaus Hannoversche Straße 41
Das Backhaus Hannoversche Straße 41 (Bundesstraße 6) in Asendorf (Landkreis Diepholz) im südöstlichen Ortsteil Graue in der niedersächsischen Samtgemeinde Bruchhausen-Vilsen stammt wohl aus dem 19. Jahrhundert.
Aktuell (2023) wird es als Nebengebäude genutzt.
Das Gebäude steht unter Denkmalschutz (siehe auch Liste der Baudenkmale in Asendorf (Landkreis Diepholz)).

## Beschreibung
Das eingeschossige Gebäude in Fachwerk mit Steinausfachungen und mit Satteldach stammt wohl aus dem 19. Jahrhundert. Das frühere Backhaus ist ein Nebengebäude einer Hofanlage.